# 曇ヶ原 (アルバム)
曇ヶ原は日本のロックバンド、曇ヶ原の2枚目のアルバム。disk unionのレーベル「アルカンジェロ」より2021年12月1日にリリースされた初の全国流通盤。

## 解説
- 企画・制作：永井明子（株式会社ディスクユニオン/Arcangelo）
- リリースにあたり、木幡東介（マリア観音）、岩本晃市郎（ストレンジ・デイズ）、井手痛郎（痛郎）によるコメントが寄せられ、帯には木幡のコメントが記載されている。
- disk unionオリジナル特典：ライブDVD「うさぎの涙」(2021年4月29日 吉祥寺SILVER ELEPHANT)

## 収録曲
1. 県道334号 (2:19)
a_kiraによるメロトロン多重録音。
2. 3472-1 (13:10)
シングル『3472-1/どうして』収録曲の再録音版。
3. 中野通り (4:39)
4. 砂上の朝焼け (10:20)
『独言独笑』収録曲の再録音版、中盤インスト部のアレンジが大幅に変わっている。
5. 雪虫 (6:50)
『独言独笑』収録曲の再録音版。
6. トリプタン (4:38)
7. うさぎの涙 (11:03)
『独言独笑』収録曲の再録音版。
ライブでは銅鑼パートは石垣の絶叫であるが稀に石垣、a_kiraが銅鑼を叩く事もある。
8. 河津桜 (13:27)

（作詞・作曲：石垣翔大、編曲：曇ヶ原）

## 参加メンバー
- 石垣翔大：ヴォーカル (#1以外)/ベース (#1以外)/12弦アコースティック・ギター (#2, #7, #8)
- ヴァイオラ伊藤：ギター (#1以外)
- a_kira：キーボード/アコースティック・ギター (#5) /銅鑼 (#7)
- ムJAPAN：ドラム (#1以外)